# Lanmodez
Lanmodez é uma comuna francesa na região administrativa da Bretanha, no departamento Côtes-d'Armor. Estende-se por uma área de 4,17 km². Em 2010 a comuna tinha 417 habitantes (densidade: 100 hab./km²).